# Gielsberg
Gielsberg oder auch Salengugi ist eine Burgstelle nordwestlich des Klosters Magdenau in der St. Gallener Gemeinde Degersheim in der Ostschweiz.

## Geschichte
Die Burg lag auf dem Hochplateau des Surmooses ca. 700 m nordwestlich des Klosters an einem steil abfallenden Grat gegen das Bubental. Sie war der ursprüngliche Sitz des weitverzweigten Geschlechts derer von Gielen.
Die für die Giel ab 1226 namensgebende Burg war ein Lehen des Abtes von St. Gallen.
Gielsberg wurde in den Appenzellerkriegen (1403–05) zerstört. 1627 verkauften die Gieler den schon Burgstall genannten Burgsitz mit Vogteil und Gütern an den Hofkanzler Ludwig von Thurn, in dessen Familie der Besitz verblieb, bis er in der Neuzeit an Magdenau verkauft wurde.
Schon um 1630 waren kaum noch Spuren der Burg zu finden. Heute sind noch ein Graben und minimale Mauerreste zu finden. Archäologische Grabungen brachten im Jahre 1995 Becherkacheln zum Vorschein als Beweis einer ganzjährigen Bewohnung.